# Lines
Lines is het derde muziekalbum van de Britse muziekgroep Charlie. Lines is eigenlijk het enige album van de band, dat zonder problemen werd uitgegeven. Zelfs na uitgifte kon de band kiezen met wie ze op tournee wilden. Bachman Turner Overdrive, Alice Cooper en anderen kregen Charlie te horen. Het album is opgenomen in de Trident Studio in Londen; een van de geluidstechnici was Steven W. Tayler, de vaste man van Rupert Hine. Tijdens optredens is Shep Lonsdale de tweede drummer; hij is afkomstig uit de Doobie Brothers, met wie Charlie voor dit album toerden.

## Musici
- Terry Thomas – gitaar, zang
- John Anderson – basgitaar, zang
- Eugene Organ – gitaar, zang
- Julian Colbeck – toetsinstrumenten
- Steve Gadd (niet te verwarren met Steve Gadd) – slagwerk

met
- Andy Duncan - percussie

## Tracklist
| Nr. | Titel                                     | Duur |
| --- | ----------------------------------------- | ---- |
| 1.  | She loves to be in love (Thomas)          | 4:23 |
| 2.  | No more heartache (Thomas, Colbeck, Gadd) | 3:44 |
| 3.  | Life so cruel (Thomas)                    | 4:38 |
| 4.  | Watching TV (Colbeck, Thomas)             | 3:30 |
| 5.  | Out of control (Thomas)                   | 4:33 |
| 6.  | LA dreamer (Colbeck, Thomas)              | 4:38 |
| 7.  | No strangers in paradise (Thomas)         | 4:38 |
| 8.  | Keep me in mind (Thomas)                  | 5:31 |
| 9.  | I like to rock and roll (Thomas)          | 6:20 |